# Morse (1899)
Pour les autres navires du même nom, voir Morse (sous-marin).
Le Morse (Q3) était un sous-marin de la Marine nationale à vapeur, dit « autonome à grand rayon d'action », affecté à la première flottille de sous-marins de la Manche.

## Histoire
Romazzoti considérait que l’écart entre le Gustave Zédé et le Gymnote était trop important et que plusieurs problèmes de mise au point allaient apparaitre, il proposa donc les plans d’un sous-marin intermédiaire qu'il fait approuver par la Marine le 13 juin 1897.
La construction fut supervisée par Romazzoti, le Morse étant un Gustave Zédé en plus petit il reprit la coque en bronze Roma qui n’était pas peinte ce qui provoqua des problèmes de corrosion des appareils placés à l’extérieur du sous-marin.
Après la sortie du Narval de Laubeuf le Morse ne pouvait tenir la comparaison ; bâtiment trop peu armé, de faible rayon d’action, il resta à Cherbourg de 1900 a 1908 où il servit pour des expérimentations sans que l'on puisse résoudre ces défauts, il fut rayé des listes le 9 mars 1910 avant d’être vendu à Cherbourg en juillet 1911

## Carrière
Le 30 août 1902, en compagnie du sous-marin Silure, il quitte Le Havre, tous deux convoyés par un remorqueur pour se rendre à Cherbourg.

## Fait marquant
Le 30 mars 1909, il aborde accidentellement la goélette anglaise Greenwich, endommageant son gouvernail et son hélice.